# Lukáš M. Vytlačil
Lukáš M. Vytlačil (Lukáš Michael; * 23. dubna 1985, Kladno) je český historik, archivář, flétnista a hudební vědec.

## Životopis
Na Konzervatoři v Teplicích vystudoval hru na příčnou a zobcovou flétnu, později též dirigování u Jana Valty. Na Pedagogické fakultě Univerzity Karlovy absolvoval v roce 2011 obor Historická hudební praxe, barokní příčná flétna u Jany Semerádové, a později také hudební vědu na Filozofické fakultě UK (2017). Pod vedením Rebeccy Stewart studoval interpretaci vokální polyfonie a zúčastnil se i řady interpretačních kurzů u významných hudebníků a pedagogů, jako jsou např. Peter Holtslag, Ashley Solomon, Barthold Kuijken, Jostein Gundersen, Anneke Boeke, Petr Zejfart, Jorge Salgado Correia a další.
V letech 2013–2018 byl odborným pracovníkem v Kabinetu hudební historie Etnologického ústavu Akademie věd České republiky, 2018–2022 v Biografickém archivu Ústavu pro českou literaturu AV ČR a 2022–2024 v Národním památkovém ústavu, a 2024–2025 v Knihovně AV ČR. Od roku 2021 je archivářem v hudebním archivu Národního divadla. Je také členem Sdružení historiků České republiky. Badatelsky se zaměřuje především na dějiny pozdního středověku a raného novověku, reformaci, hudební historii a na ediční činnost. Jeho publikační činnost zahrnuje několik monografií a edic, studie a stati, slovníková hesla ad.
V hudbě se věnuje tzv. historicky poučené interpretaci jako hráč na barokní příčnou flétnu, zobcovou flétnu, dirigent a vokalista. Je uměleckým vedoucím souboru Ensemble Sporck a vystupuje též s dalšími soubory, např. Ensemble Inégal, s nímž se podílel na několika nahrávkách, Musica Florea, Capella Regia ad. Mezi lety 2006–2008 byl sbormistrem dětského pěveckého sboru Fontána v Teplicích a jako dirigent spolupracoval též se Severočeskou filharmonií či Orchestrem Fóra mladých. V letech 2005–2009 učil hru na zobcovou flétnu na Konzervatoři v Teplicích a 2014–2024 na Konzervatoři Jana Deyla v Praze.
V roce 2019 obdržel za charitativní činnost cenu Křesadlo za rok 2018 udělovanou Nadací Hestia. V roce 2022 byl na 51. synodě Starokatolické církve v ČR zvolen členem Synodní rady, kde zastává funkci místopředsedy.

### Ocenění
- 2007 – Cena Nadace Leoše Janáčka[3]
- 2019 – Cena Křesadlo za rok 2018[9]